# Miklós Szabó (archéologue)
Pour les articles homonymes, voir Szabó et Miklós Szabó.
Dans le nom hongrois Szabó Miklós, le nom de famille précède le prénom, mais cet article utilise l’ordre habituel en français Miklós Szabó, où le prénom précède le nom.
Miklós Szabó, né le 3 juillet 1940 à Szombathely (Hongrie) et mort le 14 décembre 2023 à Budapest, est un archéologue et protohistorien hongrois, spécialiste des Celtes d'Europe centrale et orientale. Il a été professeur d'archéologie et recteur de l'université Loránd-Eötvös, principale université de Budapest. Parfaitement francophone, il a enseigné régulièrement en France et mené des fouilles importantes sur l'oppidum éduen de Bibracte.

## Biographie
Fils d'enseignants, il fait ses études secondaires au lycée Nagy Lajos de Szombathely de 1954 à 1958, puis étudie à l'université Loránd-Eötvös de Budapest de 1958 à 1965, année où il obtient son doctorat en archéologie classique. Il travaille au Musée national hongrois (département d'archéologie) de 1963 à 1966, puis, de 1966 à 1987, au musée des Beaux-Arts (département des antiquités), dont il devient directeur adjoint en 1984.
Il commence à enseigner à temps partiel à l'université Loránd-Eötvös en 1973, puis comme professeur associé en 1983 ; il y devient successivement professeur associé à temps plein (1987), professeur titulaire (1989), vice-recteur (1991-1993) et recteur (1993-1999). Il fonde et dirige l'Institut d'archéologie de 1994 à 2005.
Il a été élu membre correspondant de l'Académie hongroise des sciences en 1995, puis membre titulaire en 2001. Entre 2005 et 2012, il a été président du département de philosophie et d'histoire de l'Académie hongroise des sciences. Il était membre correspondant de l'Académie des inscriptions et belles-lettres, nommé le 31 mai 2002, et d'autres institutions européennes, comme la Société archéologique d'Athènes (1998) et le Deutsches Archäologisches Institut (membre correspondant, 1977).
Miklós Szabó a toujours eu des liens forts avec la France et les institutions françaises de la recherche. De 1970 à 1978, il a participé aux fouilles de l'École française d'Athènes, à Delphes et à Argos. Il a été directeur d’études invité à la IVe section de l’École pratique des hautes études en 1980-1981, professeur invité au Collège de France en 1989 et titulaire de la chaire internationale au même établissement en 2000-2001. Il était chercheur associé au laboratoire AOROC (Archéologie et philologie d’Orient et d’Occident) de l’École normale supérieure. Il a dirigé des fouilles franco-hongroises sur le site de Bibracte (Mont Beuvray), capitale des Éduens, et sur des sites laténiens en Hongrie (Velem-Sentvid et Gellérthe). À Bibracte, on lui doit la découverte du forum et de la basilique, datant du début de la romanisation, avant la fondation d’Augustodunum (Autun),. Il a fait partie du comité de rédaction des Études celtiques et du Lexicon Iconographicum Mythologiae Classicae (LIMC). Il a publié beaucoup de ses travaux les plus importants en France ou en français. Mais il a aussi donné des conférences et dirigé des séminaires dans de nombreux autres pays européens.

## Publications
- Les Celtes en Pannonie. Contribution à l'histoire de la civilisation celtique dans la cuvette des Karpates (coll. « Études d'histoire et d'archéologie »), Paris, Presses de l'École normale supérieure, 1988, 112 p.  (ISBN 9782728801381)
- Les Celtes de l'Est : le second âge du fer dans la cuvette des Karpates, coll. « Hespérides », Paris, Errance, 1992, 208 p., ill.  (ISBN 978-2-87772-065-6)
- (en) (avec Éva F. Petres) Decorated weapons of the La Tène Iron Age in the Carpathian Basin, Budapest, Magyar Nemzeti Múzeum, 1992, 253 p., ill.
- (en) Archaic terracottas of Boeotia (coll. « Studia archaeologica », 67), Rome, L'Erma di Bretschneider, 1994, 150 p.  (ISBN 978-88-7062-837-1)
- À la frontière entre l'est et l'ouest : l'art protohistorique en Hongrie au premier millénaire avant notre ère ([exposition, Saint-Léger-sous-Beuvray], Bibracte, Musée de la civilisation celtique, 21 mars-27 septembre 1998), catalogue par Tibor Kovács, Tibor Kemenczei et Miklós Szabó, Glux-en-Glenne, Centre archéologique européen du Mont Beuvray, 1998, 87 p., ill.  (ISBN 2-909668-17-7)
- (hu) Tumultus gallicus (« Székfoglaló előadások a Magyar Tudományos Akadémián »), Budapest, Magyar Tudományos Akadémia, 2000.  (ISBN 963-508-186-3)
- Études sur Bibracte, 1, sous la direction de Jean-Paul Guillaumet et Miklós Szabó, Glux-en-Glenne, Bibracte. Centre archéologique européen, 2005, 313 p., ill.  (ISBN 2-909668-39-8)
- Celtes et Gaulois : l'archéologie face à l'histoire, 3 : les Civilisés et les Barbares (du Ve au IIe siècle avant J.-C.). Actes de la table ronde de Budapest, 17-18 juin 2005, Miklós Szabó (dir.), Glux-en-Glenne, Bibracte. Centre archéologique européen (coll. « Bibracte », 12/3), 2006, 258 p., 130 ill.
- L'habitat de l'époque de La Tène à Sajópetri Hosszú-dűlő, avec la collaboration de András Bödőcs, Jean-Paul Guillaumet, Dániel Szabó [et al.], Budapest, Institut archéologique de l'Université Eötvös Loránd, ELTE / [Paris], L'Harmattan, 2007, 348 p.-CLIX p. de pl.

## Hommages et distinctions
- Commandeur de la Légion d’honneur (2001).
- Chevalier de l’Ordre national du Mérite (1995).
- Commandeur des Arts et des Lettres (2001).
- Prix Széchenyi (2001).
- Docteur honoris causa de l'université de Bourgogne[5] (1996).
- Docteur honoris causa de l'université de Bologne (1999).